# Gö 9 (航空機)
ゲッピンゲン Gö 9
- 用途：実験機
- 設計者：ウルリッヒ・ヒュッター（Ulrich Hütter）
- 製造者：シェンプ＝ヒルト社（Schempp-Hirth）
- 初飛行：1941年
- 生産数：1機

ゲッピンゲン Gö 9（Göppingen Gö 9）は、長い延長軸を通してエンジンから離れた位置にある推進式プロペラを駆動する航空機の実用性を研究するために製造された実験機である。

## 概要
1937年にクラウディウス・ドルニエは、スピードを増加させようとして航空機にエンジンとプロペラを追加するとより大きな抗力をも発生させてしまうことに気付いた。彼は、増大する抗力は2つ目のプロペラを機体の後部に配することにより最小限に抑えられると考えた。しかしながら機体後部に重量が偏るのを避けるためにエンジンは機体後部より遥か前方に配置する必要があった。ドルニエはこのアイデアで特許をとり、これを評価するために実験機を発注した。
実験機はドルニエ Do 17の縮小版としてウルリッヒ・ヒュッター（Ulrich Hütter）博士が設計し、シェンプ＝ヒルト社（Schempp-Hirth）で製造された。この機体は全木製で主翼近くの胴体内部にヒルト HM 60 エンジンを搭載しており、エンジン配置以外で唯一特徴的なのは胴体下の大きな尾翼であった。この尾翼には小さな車輪が付いており、これが胴体後端に装着したプロペラが離着陸時に地面と接触しないようにするのを助けていた。この実験機Gö 9にはD-EBYWという民間機の登録記号が付けられた。
1941年6月に飛行テストが始まり、当初は曳航されて飛行していたが後に自力で離陸するようになった。Gö 9によりドルニエのアイデアは実証され、彼は自身の本来の計画であった機体の前後にプロペラを備えた高性能の航空機の製造へと進み、ドルニエDo335を製造した。Gö 9が最終的にどうなったかは不明。

## 要目
（Gö 9）
- 乗員：1名
- 全長：6.80 m (22 ft 4 in)
- 全幅：7.20 m (23 ft 8 in)
- 全高：
- 翼面積：
- 運用重量：720 kg (1,587 lb)
- エンジン：1 × ヒルト HM 60、60 kW (80 hp)
- 最大速度：220 km/h (137 mph)